# Formule tragique
Pour plus de détails, voir Fiche technique et Distribution.
Formule tragique (Hyde and Go Tweet) est un dessin animé de la série Merrie Melodies réalisé par Friz Freleng et sorti en 1960.